# 567490 Bánkyvilma
567490 Bánkyvilma è un asteroide della fascia principale. Scoperto nel 2012, presenta un'orbita caratterizzata da un semiasse maggiore pari a 3,0396292 au e da un'eccentricità di 0,1784895, inclinata di 11,05630° rispetto all'eclittica.